# Efrain Arañeda
Efraín Antonio Arañeda Estay aussi appelé Efraín Araneda et Efrain Arañeda , né le 5 juin 1978, est un footballeur chilien devenu international tahitien, évoluant au poste de milieu de terrain puis entraîneur. En parallèle de sa carrière, il est guide touristique.

## Carrière
Milieu de terrain, Efrain Arañeda a été international tahitien à neuf reprises entre 2011 et 2013. Bien qu'ayant disputé les éliminatoires du Mondial 2014, il est dans la liste des 31 joueurs présélectionnés mais pas dans la liste des sélectionnés des Toa Aito pour la Coupe des Confédérations 2013. À part cela, il participe aux Jeux du Pacifique 2011 et a inscrit un but contre les Kiribati.
Après cela, il entame une carrière d'entraîneur avec l'AS Central sport de 2017, à 2019, et a dirigé l'AS Dragon jusqu'à la fin de l'année 2022.
| But international de Efrain Arañeda | But international de Efrain Arañeda | But international de Efrain Arañeda | But international de Efrain Arañeda      | But international de Efrain Arañeda | But international de Efrain Arañeda | But international de Efrain Arañeda | But international de Efrain Arañeda  |
| 0                                   | Date                                | Sélection                           | Lieu                                     | Adversaire                          | Score                               | Résultats                           | Compétitions                         |
| ----------------------------------- | ----------------------------------- | ----------------------------------- | ---------------------------------------- | ----------------------------------- | ----------------------------------- | ----------------------------------- | ------------------------------------ |
| 1                                   | 5 septembre 2011                    | 5                                   | Stade Boewa, Boulari, Nouvelle-Calédonie | Kiribati                            | 3-0                                 | 17-1                                | Jeux du Pacifique de 2011 (1er tour) |